# 이란 항공 655편 격추 사건
이란 항공 655편 격추 사건(영어: Iran Air Flight 655)는 1988년 7월 3일 호르무즈 해협 상공에서 이란 국적의 민항기가 미국 해군 함정의 요격으로 격추되어 탑승객 전원이 숨진 사건이다.

## 사건 개요
이란 항공 655편 (기종:에어버스 A300, 등록번호:EP-IBU)은 테헤란 메흐라바드 국제공항을 출발해 반다르압바스 국제공항에 기착한 후 UAE의 두바이 국제공항에 도착할 예정이었으나, 호르무즈 해협 상공에서 미국 해군 이지스함 빈센스(USS Vincennes, CG-49)호의 스탠더드 미사일에 피격되어 승객 274명(어린이 66명 포함)과 승무원 16명 등 탑승객 290명이 전원 사망한 사고이다. 당시는 이란-이라크 전쟁이 막바지에 접어들었을 무렵으로, 공격 시점에 빈센스 호는 호르무즈 해협을 횡단하던 중 이란 영해에 들어가 있었고 IR655편은 이란 영공에 있었다.
미국 정부에 따르면 승조원이 에어버스 A300기를 이란 공군의 F-14로 판단하여 공격했다고 한다. 이란 정부는 이지스함이 항공기가 민항기임을 알고도 격추하였다고 주장하였다. 이 사건은 피해 당사자인 이란은 물론이고 미국 내에서도 커다란 논란과 비난을 불러왔다. 몇몇 전문가들은 미군 지휘부와 빈센스호 함장의 무모하고 공격적인 행동 탓이라고 했다. 레이건 정부는 끝내 공식 사과를 하지 않았으나, 이후 이란에 '깊은 유감'을 표하는 외교 서한을 발송했다.
사건 발생 후 8년이 지난 1996년 미국과 이란은 국제사법재판소에서 이 사건과 관련된 합의에 이르렀고 이란 정부는 미국에 대한 소송을 취하하기로 결정했다. 이란 정부와의 합의의 일환으로 미국 정부는 유가족들에게 6,180만 달러를 보상금으로 지불했다.

## 같이 보기
- 대한항공 858편 폭파사건
- 대한항공 007편 격추사건
- 9·11 테러